# Sumaré
Sumaré – miasto w południowo-wschodniej Brazylii, w stanie São Paulo. W 2020 miasto liczyło 286 211 mieszkańców. Ośrodek przemysłu środków transportu, maszynowego, chemicznego i metalurgicznego. Ważny węzeł kolejowy.